# バニラ (香辛料)

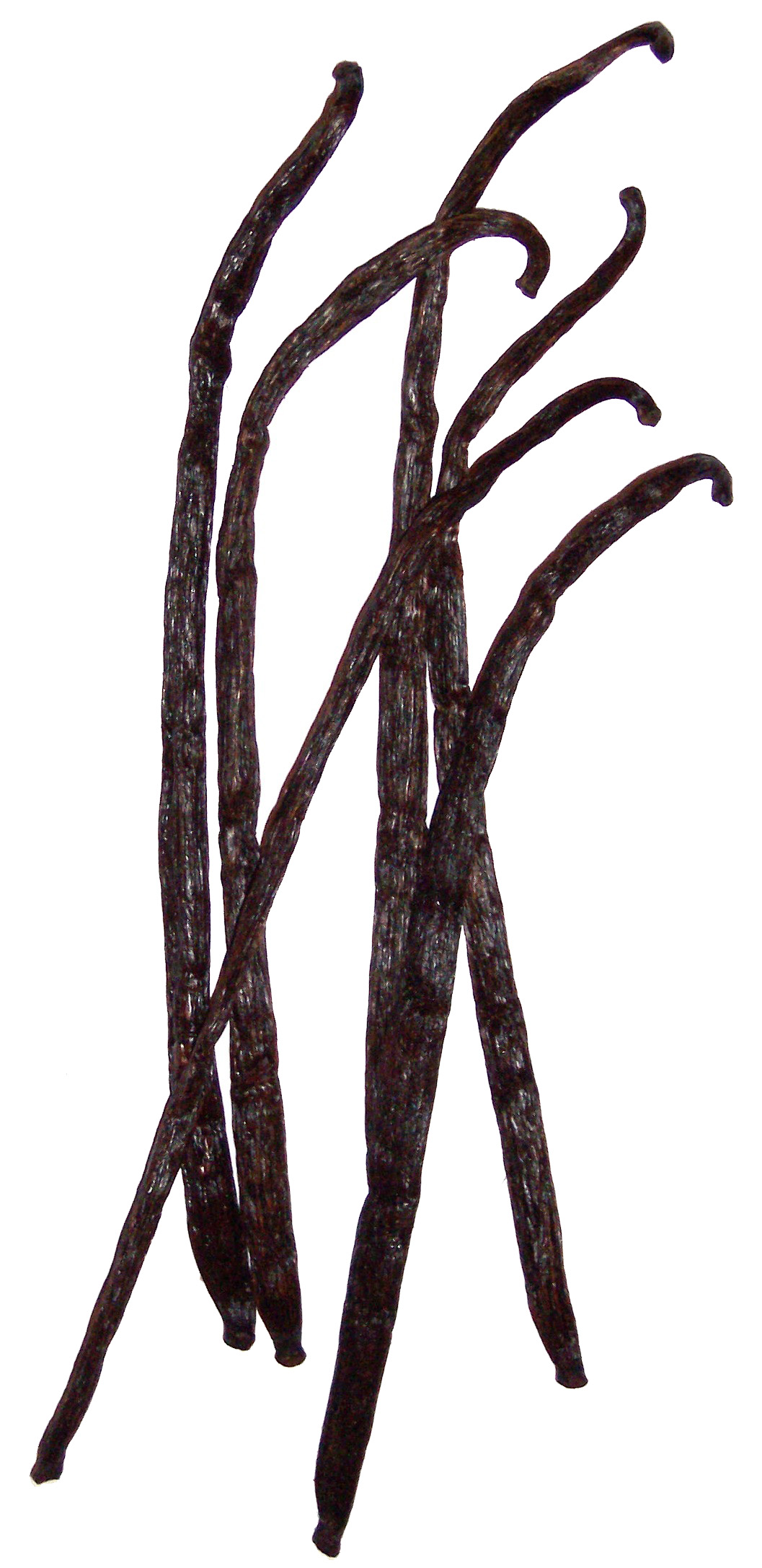
乾燥バニラビーンズ

バニラ（Vanilla）とは、ラン科バニラ属のうち主に学名Vanilla planifoliaの莢果から採れる香辛料。日本ではバニラビーンズの名でも親しまれ、甘く豊かな香りが特徴で菓子の香りづけによく使用されるスパイスである。その甘い芳香成分を抽出したものはバニラ香料とも呼ばれる。

## 概要
バニラビーンズの穫れる莢果をこの植物が結実するには受粉が必要となる。1837年、ベルギーの植物学者シャルル・フランソワ・アントワーヌ・モレンがこの事実を発見し、人工受粉の方法を先駆けて開発したが、彼の手法は財政的に実現困難なため商業展開されなかった。1841年、インド洋上のフランス領レユニオン島に住んでいた12歳の児童奴隷 エドモン・アルビウスが、この植物を手で人工受粉できることを発見した。手での人工受粉は、この植物を世界各地で栽培可能にした。少年より3-4年早くこの技術を発見したと、著名なフランスの植物学者かつ植物収集家のジャン・ミシェル・クロード・リシャールが虚偽の主張をしていたが、20世紀末までにアルビウスが真の発見者だと見なさるようになった。
現在では、バニラの主要3種が世界各地で栽培されており、その全てがメソアメリカで発見された原種からの派生である。レユニオン島やマダガスカルほかインド洋沿岸の熱帯地域ではV. planifoliaが栽培され、南太平洋ではVanilla tahitensisが栽培されている。もう1種のVanilla pomponaは西インド諸島や中南米で発見された。世界のバニラの大半はVanilla planifolia種で、一般に「ブルボンバニラ」（レユニオン島の旧名、イルブルボンにちなむ）または「マダガスカルバニラ」として知られており、マダガスカルとインド洋南西域にある近隣の島々およびインドネシアで生産されている。マダガスカルとインドネシアの栽培が、世界のバニラ供給量の2/3を生産している。
バニラは、サフランに次ぐ2番目に高価な香辛料で、バニラ種子の栽培には多くの人手が必要（労働集約型）である。それにもかかわらず、バニラは商業用でも家庭でも菓子作りや香水製造やアロマテラピーで広く使用されている。

## 歴史

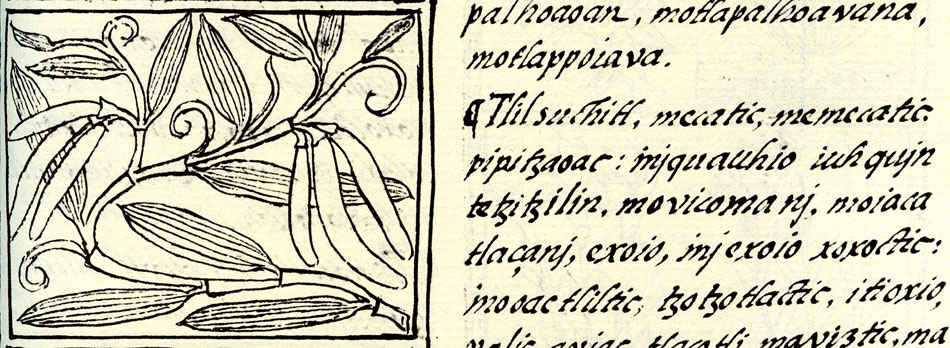
1580年頃の写本で見つかった、バニラの挿絵とナワトル語で書かれた説明文

バニラ品種Vanilla planifoliaは、伝統的にメキシコ湾周辺のタンピコから南米の北東端にかけて、またカリブ海全域でも自生していた。メキシコ東海岸で暮らすトトナカ族がバニラを栽培した最初の人達で、少なくとも1185年には農地栽培をしていた。彼らはバニラを、寺院のお香や魔除けになる幸運のお守りとして、また食べ物や飲み物の香りづけとして使用していた。 バニラ栽培は、これら地域外でそれを知っている人が殆どいなかったため、目立たない事象だった。
トトナカ族は人類によるバニラ使用との関連で最も有名だが、数千年前に野生バニラが生えていた地域で暮らすオルメカ人が、野生バニラを料理に使った最初の人達の1人だったと推測されている。
メキシコ中央高地から来たアステカ族が1427年にトトナカ族を侵略して、バニラ莢果の味を開発し、バニラを使って食べ物や飲み物に香りを付けるようになった。多くの場合ココアと混ぜ合わせる「ショコラトル(xocolatl)」と呼ばれる飲み物で、後に現代のホット・チョコレートという着想に繋がった。この莢果は摘まれた直後に縮んで黒く成熟するため、tlilxochitlや「黒い花」と名付けらた。当時この地域ではサトウキビが収穫されておらず他に利用できる甘味料がなかったため、アステカ族によって、バニラがカカオの苦味を抑えるために使われた可能性がある。
エルナン・コルテスが1520年代にバニラとチョコレートの両方をヨーロッパに紹介したと言われている。ヨーロッパでは、エリザベス1世お抱えの侍医ヒュー・モルガンがチョコレートを使用しないバニラ風味の「菓子」を創作する17世紀初頭まで、バニラは主にチョコレートの添加物と見なされていた。18世紀までに、フランス人はアイスクリームの香り付けにバニラを使うようになった。
19世紀半ばまで、メキシコがバニラの主要生産国であった。1819年、フランスの起業家がバニラ生産を期待してレユニオン島とモーリシャスにバニラの莢果を出荷した。エドモンド・アルビウスが手で素早く花を受粉させる方法を発見した1841年以降、この莢果が沢山実るようになった。やがて、この熱帯ランはレユニオン島からコモロ諸島、セイシェル、マダガスカルへと、受粉のやり方と共に送られた。1898年までに、この3地域が200トンのバニラビーンズを生産して同年の世界生産量の約80%を占めていた。2019年の国連食糧農業機関(FAO)データによると、マダガスカル、続いてインドネシアが、2018年におけるバニラ最大の生産国だった。
熱帯低気圧が主要産地を襲ったことで、バニラの市場価格は1970年代後半に急上昇し、インドネシア産バニラの導入にもかかわらず1980年代初頭まで高止まりした。1980年代半ばに、1930年の創設以来バニラの価格および流通を支配していたカルテルが解散した。その後数年間で価格は70%下落し、20米ドル/kg付近になった。2000年4月に熱帯低気圧 (Cyclone Hudah) がマダガスカルを襲った後、価格は再び急上昇した。サイクロン、政情不安、3年目の悪天候が2004年のバニラ価格を500米ドル/kgに押しやり、新興の国々がバニラ産業に参入した。作物が豊作になると、バニラ模造品の生産による需要減少と相まって、市場価格を2005年半ばに40ドル/kgへと押し下げた。2010年までに同価格は20ドル/kgへと下がった。2017年の熱帯低気圧 (Cyclone Enawo) は、同様に500ドル/kgへの価格急騰を引き起こした
「バニラ」製品のうち約95%は、バニラ莢果の代わりにリグニン由来のバニリンで人工的に香りづけされたものだと推定されている。
バニラがアメリカ大陸で栽培されて、その後ヨーロッパに広まったことは一般的に受け入れられているが、近年では中世青銅器時代以降にカナンやイスラエルでバニラの使用が認められると研究者達は主張している 。エルサレムでは葡萄酒の瓶からバニリンの痕跡が発見され、これは紀元前586年に同都市が破壊される前にユダ王国の上流階級によって使われていたものとされる。

## 語源
「バニラ(vanilla)」という単語は、スペイン語で鞘を意味するvaina（ヴァイナ）に由来し、これは莢果の形状を説明する鞘という意味のラテン語vaginaの指小辞から派生したものである。単語のバニラが英語になったのは1754年、植物学者フィリップ・ミラーが園芸辞典(Gardener’s Dictionary)にバニラ属について書いた時である。

## 生物学

### バニララン

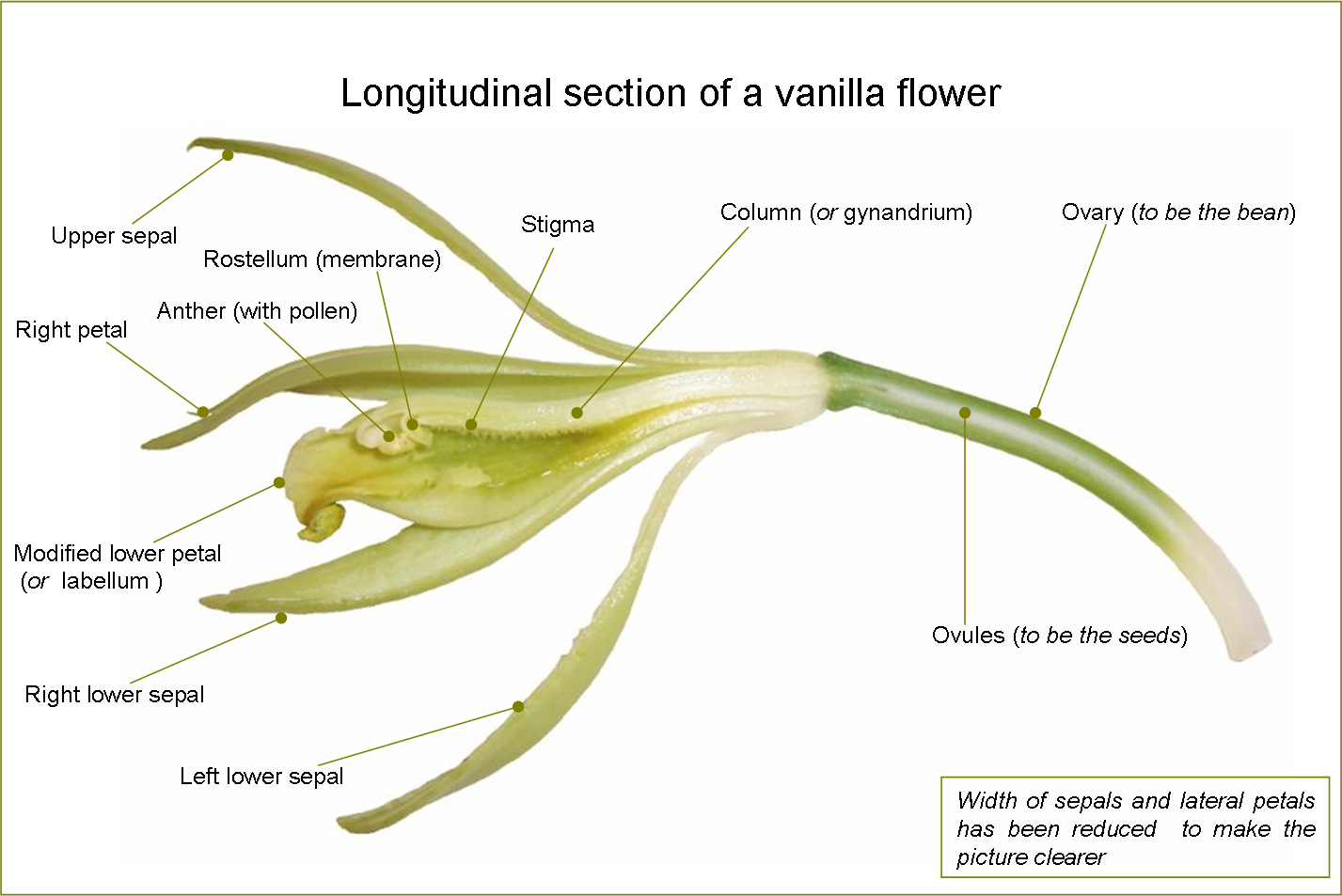
バニラ(V. planifolia)の花

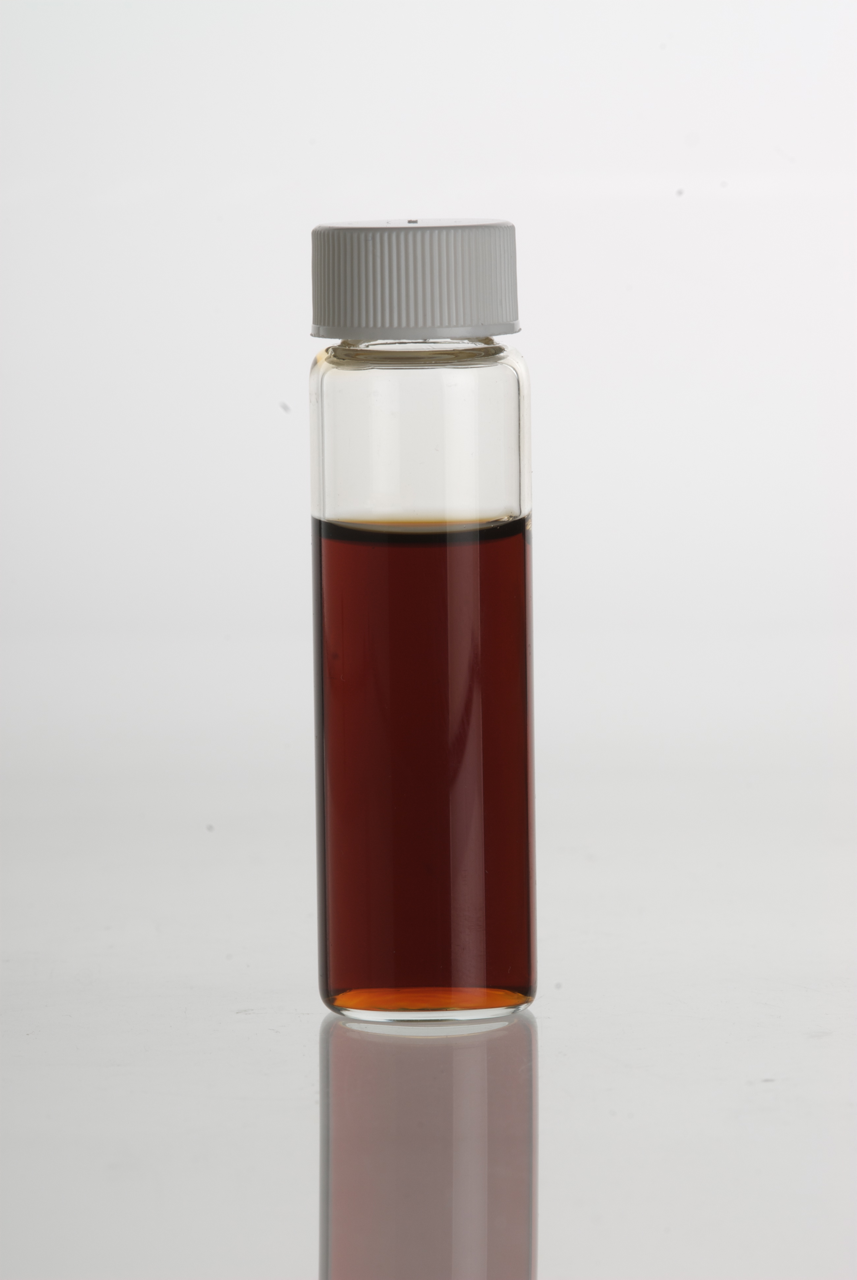
バニラの抽出物（バニラエキストラクト）には、その独特の色が見られる。

バニラのために収穫される主要品種はV. planifoliaである。メキシコ原産だが、現在は熱帯地方全域で広く栽培されており、マダガスカルとインドネシアが世界最大の生産国である。付属の資料ではV. ponpononaとV. tahitiensis（ニウエとタヒチで栽培されている）が含まれるが、これら品種のバニリン含有量はV. planifoliaよりもだいぶ少ない。
独特の芳香を持つ化合物は、この花が受粉した結果生じる莢果の中で生まれる。これら種子の莢は長さ15cm×幅8mmほどで、熟すと茶色がかった赤から黒になる。莢の内部には小さな種子の詰まった油性液体がある。1つの花から莢果が1つ結実するが、バニラの花は雌雄同株のため自然界では受粉を媒介するEulaema属のランミツバチが必要であり、全ての商業的なバニラ生産は人間の手による人工受粉で行われる。バニラの花は咲いているのが約1日（時には1日未満）であるため、栽培者は毎日農園で開花状況を確認する必要があり、労働集約型の作業である。
莢果は、植物に残っていれば熟して最後には蒴果する。それが乾燥するにつれ、フェノール化合物が結晶化して莢果は霧氷が付いたような外観（仏:givre)になる。その後バニラ独特の香りが出てくる。莢果には小さな黒い種子が入っており、天然バニラを丸ごと調理した料理ではその種子が黒い斑点として認識できる。莢と種子の両方が料理に用いられる。

### 栽培品種
- ブルボンバニラまたはブルボンマダガスカルバニラは、マダガスカルやレユニオン島（旧イルブルボン島）[5]、コモロ諸島などインド洋の島々で採れたV. planifoliaから生産されたもの。また、インドなどの熱帯諸国で栽培に成功したV. planifoliaに由来する独特のバニラ風味を説明するのにも使われる[要出典]。
- メキシコバニラは自国原産のV. planifoliaから作られており[33]、生産量は非常に少なく、発祥地で採れたバニラとして市販されている。
- タヒチバニラはフランス領ポリネシア産由来のV. tahitensisで作られている。遺伝子解析は、恐らくこの種がV. planifoliaとV. odorataの交雑品種だと示している。この種はフランス提督のフランソワ・アルフォンス・ハーメルンによってフィリピンからフランス領ポリネシアに導入され、フィリピンにはマニラ・ガレオンの貿易によってグアテマラから導入されたものだった[34]。バニラ生産の1%にも満たず、一握りの熟練した栽培者や製造業者だけによって栽培されている[35]。
- 西インドバニラは、カリブ海や中南米で栽培されたV. ponpononaから作られている[36]。

「フレンチバニラ」という用語は、バニラ種子が入っていて時には卵（特に卵黄）を含む、強いバニラ香を有する特定の調製品を指すのにしばしば使われる。この産地呼称は、バニラ莢果とクリームと卵黄を使ってカスタードベースでバニラアイスクリームを作るフランス様式が発祥である。旧フランスの属国または海外フランス領土で採れたバニラ品種を含めることがこの香料の一部とされる場合がある。このほか、フレンチバニラはバニラカスタードの香料を指すと解釈される。

## 化学

バニリンの化学構造

バニラの本質成分には2形態がある。本物のバニラ莢果から採れる抽出物は、バニリンのほか、アセトアルデヒド、酢酸、フルフラール、ヘキサン酸、4-ヒドロキシベンズアルデヒド、オイゲノール、桂皮酸メチル、イソ酪酸を含む数百の化合物からなる複雑な混合物である。合成バニラの本質成分はエタノール中の合成バニリン溶液からなる。バニリン（4-ヒドロキシ-3-メトキシベンズアルデヒド）化合物が、本物のバニラの特徴的な風味と香りに大きく起因し、キュアリング加工したバニラビーンズの主な芳香成分である。バニリンは、1858年に初めてゴブレーによってバニラ莢果から単離された。1874年までにはマツの樹液の配糖体から入手され、一時的に天然バニラ産業の低迷を引き起こした。バニリンは様々な原料から容易に合成することができるが、食品水準（純度99%超）バニリンの大部分はグアイアコールから作られている。

### 人工バニラ
大半の人工バニラ製品にはバニリンが含まれており、これは木材にある天然ポリマーことリグニンから合成的に製造することができる。大半の合成バニリンは、製紙に使われるパルプ由来の副産物であり、そこにあるリグニンは亜硫酸塩か硫酸塩を使って分解される。ただし、バニリンは本物のバニラ莢果の識別された芳香成分171種の1つにすぎない。
レプトテス・ビカラーというラン種が、パラグアイとブラジル南部で天然バニラの代替品として使用されている。
1996年、アメリカ食品医薬品局(FDA)はメキシコで販売されているバニラ製品の一部が、バニリンだけでなく毒性が（過剰摂取した場合に）懸念されるクマリンも含有する安価なトンカ豆から作られていると警告した。彼らは消費者に、成分表記を常に確認して疑わしいほど安い製品を避けるよう勧告した。

### 非植物性バニラ香料
米国では、成体ビーバーの香嚢から分泌される海狸香が食品添加物としてFDAに認可されており、米国製品の原材料一覧では多くの場合単に「天然香料 (natural flavoring) 」と記されている。
これは特にバニラとラズベリーの香料として食品と飲料の両方に使用され、米国の年間総生産量は300ポンド(136kg)未満である。また、一部タバコの風味付けや香水製造にも使用され、毛皮獲りの罠猟師には疑似香として使用されている。

## 収穫
バニラ莢果の収穫は、花の受粉と同じくらい人手を要する。未熟で濃い緑色の莢は収穫されない。それぞれの莢果はそれ自身の時期に熟し、日々の収穫が必要である。「バニラ(Vanilla planifolia)の成熟度を判断する現在の方法は信頼度が高いとは言えず、現指標の開花端における黄変は、種子が最大グルコバニリン濃度を蓄積する前に生じる。褐色になるまで蔓に残された種子はグルコバニリン濃度が高いが、蒴果して品質が低くなる場合がある。受粉後すぐに大きさが最大になるため、その成熟度を判断することは困難である。グルコバニリンは20週から蓄積し、受粉後最大約40週間で蓄積する。成熟した緑色の種子では、乾燥物質が20%だがグルコバニリンは2%未満である。乾燥物とグルコバニリンの蓄積は高い相関関係にある。すべての莢果から最高の風味を確実にするために、個々の莢は端で蒴果し始める頃に手で摘み取る必要がある。熟成しすぎた莢果は蒴果して、市場価値の低下を引き起こしかねない。その商業的価値は、莢の長さと外観に基づいて規定されている（後述の等級付けを参照）。
それぞれの莢果には数千もの小さな黒い種子が含まれている。バニラ莢果の収量は、ぶら下がって結実する蔓に施された手入れと管理に左右される。5年目の蔓から1.5-3 kgの莢が実って、この生産量は数年後に最大6kgまで増える可能性がある。収穫された緑色の莢果はそのように商品化されることもあるし、より良い市場価格を得るためにキュアリング加工されたりもする。

### 収穫後の加工

#### キュアリング
バニラをキュアリング（莢果を加温し、酵素活性を高め、熟成を促進させ、さらに微生物が繁殖しなくなるまで水分を乾燥させる作業）する方法は市場に幾つか存在する。ただし、その全てが4つの基本段階で構成されている。キリング、スウェティング、徐々に水分乾燥、そしてコンディショニングである。

#### キリング
バニラ莢果の栄養組織は、莢果の栄養成長を停止し果実の細胞および組織を破壊するために殺処分（キリング）され、これが芳香の原因である酵素反応の引き金になる。キリングの手法は様々で、温水加熱したり、凍らせたり、擦過しても可能であるし、オーブンで加熱したり、直射日光に曝すことで生豆をキリングさせる場合もある。他にも、酵素活性の異なるプロファイルを与える手法がある。
試験では、莢果組織の機械的破壊がグルコバニリンからバニリンへの変性を含むキュアリング工程を生じさせうることが示されており、そのため莢果の組織および細胞を破壊することが酵素と酵素基質の相互作用を可能にしているとの推論に達している
温水キリングは、莢果を63-65°Cの湯に3分間浸すか、80°Cに10秒浸すことからなる。擦過キリングでは、莢果がその全長に沿って擦過される。冷凍または急速冷凍した莢果は、その次のスウェティング段階で再び解凍する必要がある。束に結ばれ毛布で巻かれた莢果は、60°Cのオーブンに36-48時間置かれる場合がある。莢果が茶色になるまで日光に曝す手法はメキシコ発祥であり、アステカ人によって実践されていた

#### スウェティング
スウェティングは加水分解と酸化の工程である。伝統的にそれは、密集して積み重ねられた毛糸などの布で断熱して莢果を7-10日間置いておく事からなる。これが45-65 °Cの温度と高湿度を維持する。毎日太陽に曝したり、莢果をお湯に浸す場合もある。莢果は茶色で、この過程終了までに特徴的なバニラの風味と芳香の多くが発現するが、それでも重量で60-70%の水分量を含有している

#### 乾燥
腐敗を防ぎ、莢果内の芳香を閉じ込めるために、バニラビーンズの水分を25-30%重量比で減らすことは、バニラビーンズを空気に触れさせ、また通常（かつ伝統的に）は日陰と日光に交互に幾度か晒すことで達成される。莢果は、午前中に太陽の下に並べられて午後に箱に戻されたりもするし、屋内の木製棚に3-4週間広げられてたまに日光に晒す場合もある。乾燥はキュアリング段階における一番の課題である。乾燥過程が不均等だと、他の莢果がキュアリングを終える時までに一部の莢果でバニリン含有量が減ってしまう可能性がある。

#### コンディショニング
コンディショニングは、莢果を密閉箱の中で5-6ヶ月保管することで行われ、芳香が発達する。加工された莢果は選別および等級付けが行われ、束ねられてパラフィン紙に梱包され、望ましい豆の品質、特に風味と芳香の発達のために保存される。キュアリングしたバニラ莢果には平均2.5%のバニリンが含まれている。

## 等級付け

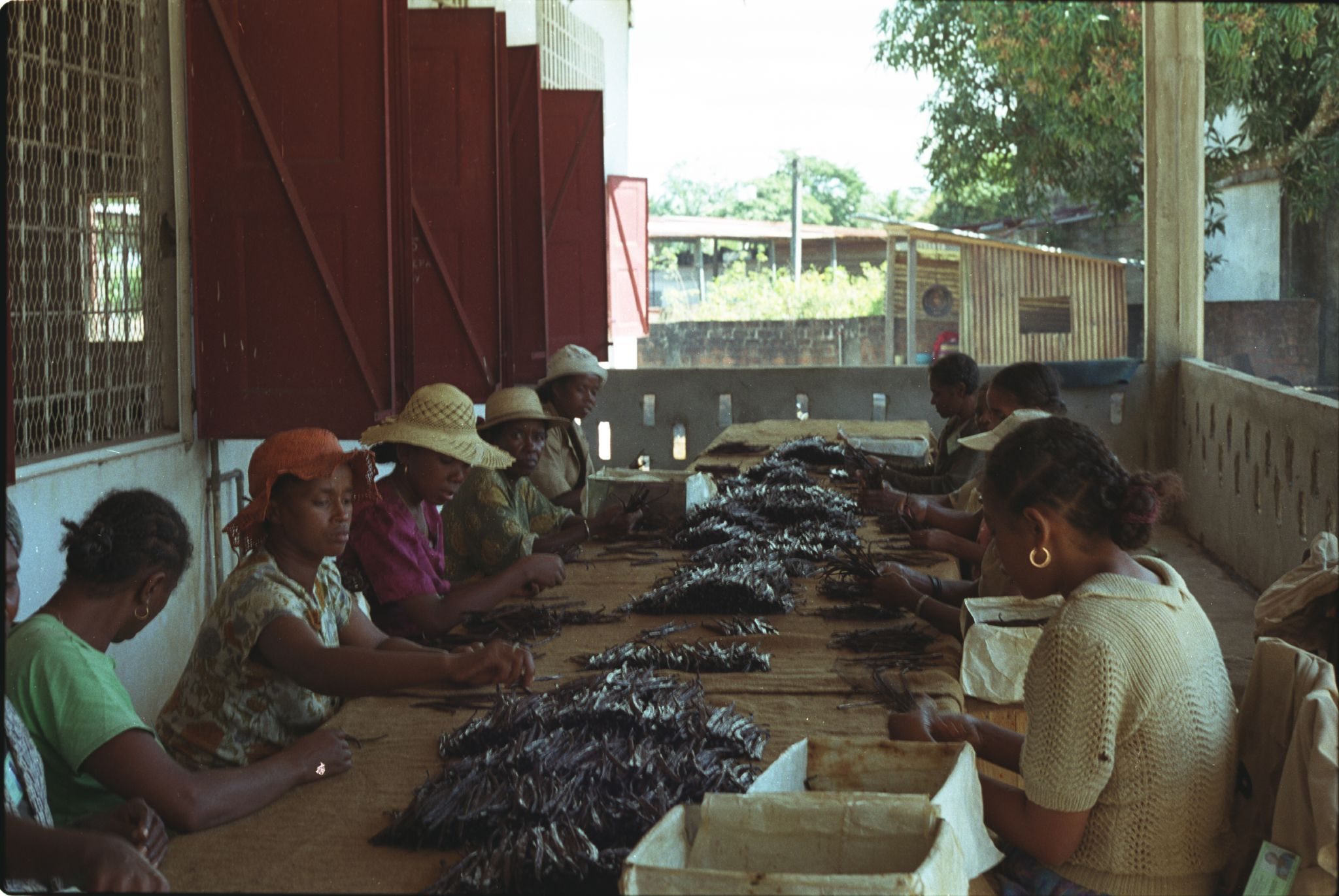
マダガスカルでのバニラビーンズの等級付け

完全にキュアリングを終えると、バニラの莢果は品質ごとに選別されて等級付けされる。使われているバニラ莢果の等級体系は複数ある。バニラを生産する各国に独自の等級体系があり 、個々の販売業者が自分達の販売する莢果の品質を説明するのに独自基準を使っている場合もある。
一般的にバニラ莢果の等級は、莢果の長さ、外観（色、光沢、裂け目や傷の有無）、水分含有量に基づく。視覚的に魅力的な全体が暗い色でふっくらした油性の莢で、傷がなく水分含有量が高いものが最高等級とされる。このような莢果は、その外観でシェフから特に高く評価されており、美食料理で登場することがある。病気ほか局在的な瑕疵の徴候が見られる莢果は、傷を取り除くために切断される。残った短い断片は「カット」と呼ばれ、水分含有量の低い莢果と同じく低い等級に割り振られる。低等級の莢果は、バニラ抽出香料の製造や香水産業など、外観がさほど重要でない用途で優先される傾向がある。
等級の高い莢果は、市場でより高い価格が付される。ただし、等級は視覚的外観と含水率に大きく依存するため、最高等級の莢果に含まれる特徴的な香味分子（バニリンなど）の濃度が必ずしも最も高いわけではなく、必ずしも最も風味豊かとは限らない
| 等級                       | 色                                                                             | 外観/感触                                  | およその 水分含有† |
| -------------------------- | ------------------------------------------------------------------------------ | ------------------------------------------ | ------------------ |
| Black                      | 暗褐色から黒                                                                   | 油のような光沢でしなやか                   | 30%超              |
| TK (Brown, or Semi-Black)  | 暗褐色から黒でたまに若干の赤い縞模様                                           | Blackと似ているがより乾燥/硬い             | 25-30%             |
| Red Fox (European quality) | 赤みがかった品種での茶色                                                       | 若干の傷                                   | 25%                |
| Red American quality       | 赤みがかった品種での茶色                                                       | Red Foxと似ているが傷が多く、より乾燥/硬い | 22-25%             |
| Cuts                       | 短いもの、千切れているもの、しばしば裂けた莢果で、典型的には標準以下の香りと色 |                                            |                    |

† 含水率は引用元によって異なる。
調理用のバニラ莢果を分類する、別の簡便な等級体系が提案されている。
| A等級 /1級 | 15 cm以上、1ポンドあたり100-120個の莢果 | 「グルメ」「プライム」とも言う。水分含有30-35% |
| B等級 /2級 | 10-15 cm、1ポンドあたり140-160個の莢果  | 「抽出莢果」とも言う。水分含有15-25%           |
| C等級 /3級 | 10cm                                    |                                                |

この分類だと、バニラ抽出物は一般にB等級の莢果から作られる。

## 生産
| 国                 | 生産量 (トン) |
| ------------------ | ------------- |
| マダガスカル       | 2,975         |
| インドネシア       | 2,306         |
| メキシコ           | 589           |
| パプアニューギニア | 495           |
| 中国               | 433           |
| その他全て         | 816           |
| 世界               | 7,614         |
| 資料: FAO統計      |               |

バニラの2020年の世界生産量は7,614トンで、マダガスカルが全体の39.1%、インドネシアが30.3%を占めた（表を参照）。干ばつやサイクロン、マダガスカルの貧弱な農業慣行により、2017年と2018年はバニラの世界的な供給およびコストが懸念された。マダガスカルの農民に対する企業犯罪の激しさは高く、消費者製品にマダガスカルのバニラを使用する世界的なコストを上昇させている。

## 用途
天然バニラの4つの主な商用調味料は次のとおり。
- 莢果全て
- パウダー（粉末にした莢果で、100%バニラ粉末もあれば、砂糖やデンプンなど他の成分と混ざった粉末もある）[70]
- 抽出物（アルコール溶液や場合によってはグリセロール溶液にバニラ成分を抽出したもの[注釈 1]。米国のエキストラクトには最低35%のアルコールが含まれる）[71]
- バニラシュガー（砂糖とバニラ抽出物を混ぜて包装したもの）

食品中のバニラ風味は、バニラ抽出物を添加するか液体調味料に漬けてあるバニラ莢果を調理することで付けられる。莢果が2つに割れて莢の表面積の多くが液体に晒されると、より強い香りが得られる場合がある。この場合、莢果の種子が調味料に混ざる。天然バニラは、濃度に応じて調味料を茶色や黄色にする。良質のバニラは強い芳香の風味を持つが、本物のバニラは非常に高価なため、少量の低品質バニラまたは人工バニラのような香味料を含む食品が遥かに一般的である。
世界で最も人気のある芳香と風味だと見なされているバニラは、アイスクリーム香料としての人気が示すように、食品、飲料、化粧品に広く使用されている芳香と風味の化合物である。バニラそれ自体が高価な香料であるのだが、チョコレート、カスタード、キャラメル、コーヒーなど、それ自体の風味が補完的なことも多い他の物質の風味を高めるのにも使われる。バニラは、クッキーやケーキといった甘い西洋焼き菓子の一般的な成分である。高価ではあるものの、バニラはその風味が高く評価されている。
食品業界では、本物のバニラの安価な代替としてバニリンを使用している。エチルバニリンはより高価だが、より強い香調(en)を持つ。『Cook's Illustrated』誌は、焼き菓子やその他の用途でバニリンとバニラを突き合わせる幾つかの味覚テストを実施し、雑誌編集者を驚かせたことに、味の鑑定人はバニリンとバニラの風味を区別できなかった。ただし、バニラアイスクリームの場合、天然バニラのほうが風味は勝っていた。同グループによるさらに近年の徹底した試験ではより興味深い様々な結果が生じた。すなわち、高品質の人工バニラ香料はクッキーに最適だが、高品質の真正バニラはケーキで僅かに優れ、非加熱または軽く加熱された食品では大幅に優れている。バニラ莢果から抽出された液体は、様々な胃の病気を助ける医学的性質があると以前は信じられていた

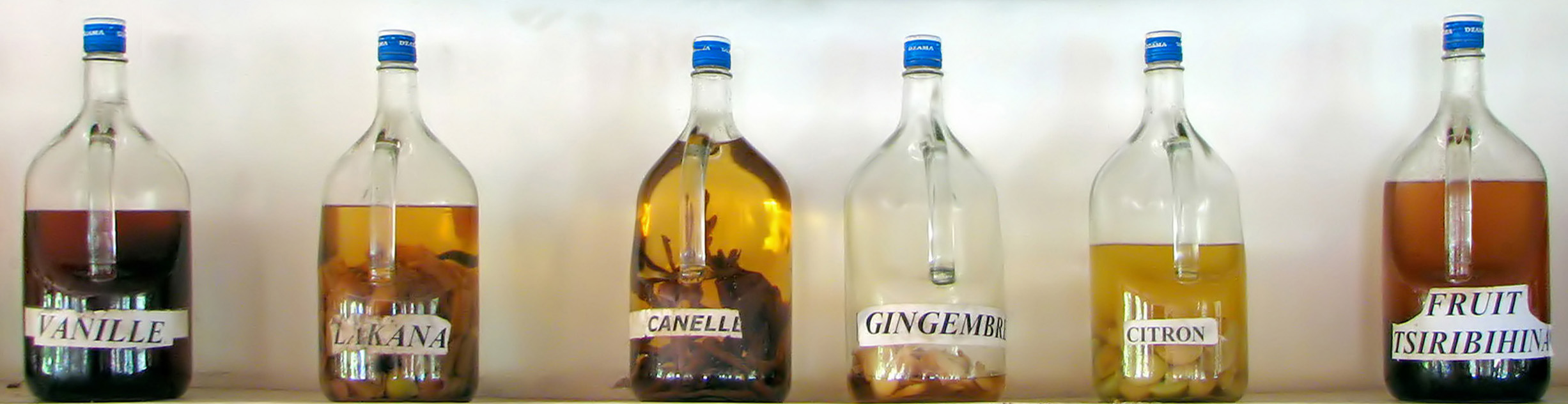
マダガスカル産のバニララム酒

## 接触皮膚炎

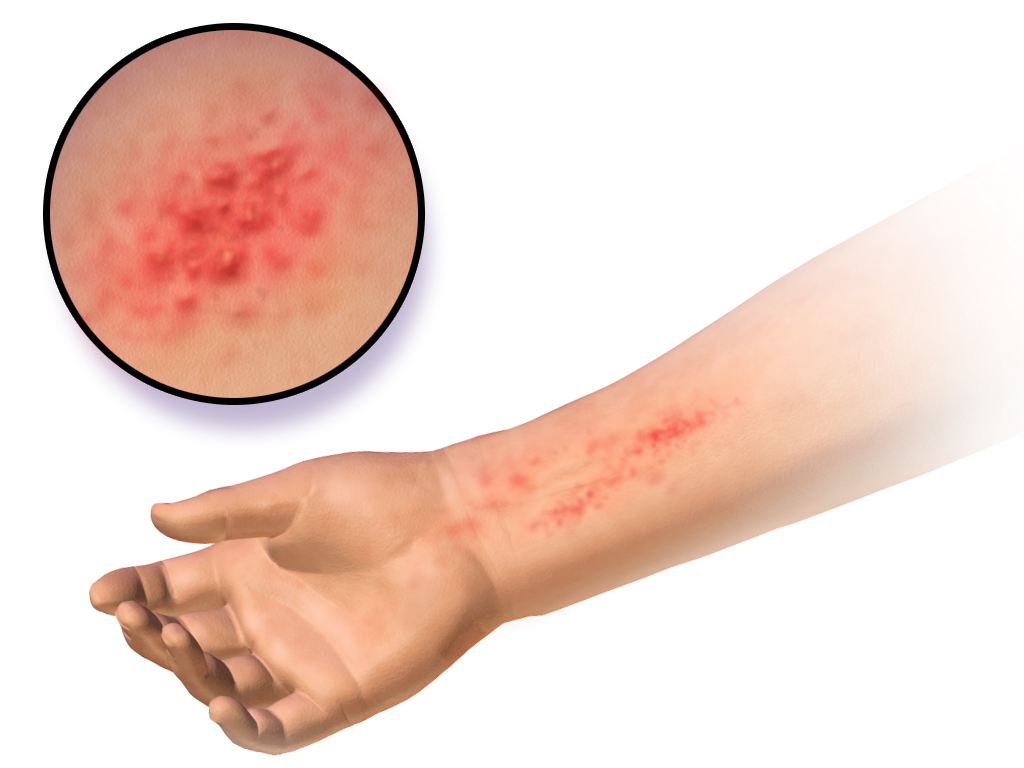
アレルギー性接触皮膚炎の挿絵

殆どのバニララン種で切った茎や収穫した莢果から滲み出る樹液は、素肌と接触すると中等度から重度の皮膚炎を引き起こす可能性がある。バニラランの樹液にはシュウ酸カルシウム結晶が含まれており、バニラ農園労働者における接触性皮膚炎の主な原因物質と考えられている。
実際、バニラは乳幼児が接触皮膚炎を起こす頻度の高い香辛料として挙げられており、天然バニラに由来する香料やアロマオイル等を（本来の用途から外れて）肌に付けて放置した場合、アレルギー反応から痒みを伴う湿疹や水ぶくれなどを起こす恐れがある。